# Mikeno
Il monte Mikeno è un vulcano inattivo situato al confine fra Ruanda e Congo RD, appartenente alla catena dei Monti Virunga, e in particolare al sistema vulcanico di Bufumbira. Dopo il Sabinyo, è il vulcano più antico della catena, essendosi formato nel Pleistocene.